# Catocala danilovi
Catocala danilovi és una espècie de papallona nocturna de la subfamília Erebinae i la família Erebidae.
Es troba al sud-est de Sibèria.